# Чакрабон
Чакрабон Пуванат, принц Питсанулок (тайск. สมเด็จพระอนุชาธิราช เจ้าฟ้าจักรพงษ์ภูวนาถ กรมหลวงพิษณุโลกประชานาถ; 3 марта 1883 — 13 июня 1920) — тайский фельдмаршал, сын короля Таиланда Рамы V Чулалонгкорна, известен своими связями с Россией.

## Биография

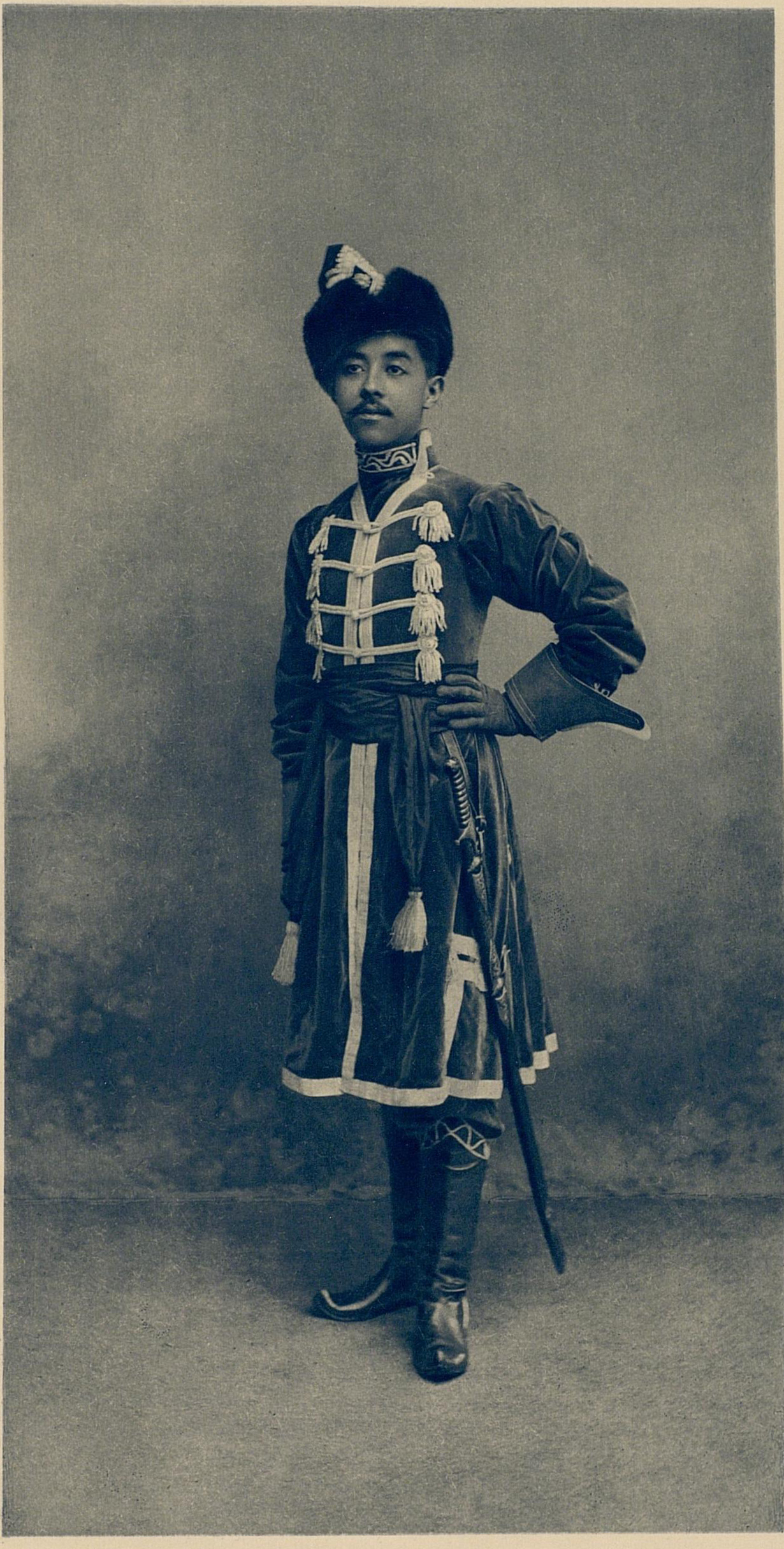
Принц Чакрабон в русском средневековом костюме, Костюмированный бал 1903 года в Зимнем дворце

Был любимым ребёнком родителей. После получения начального образования в Таиланде был отправлен в Великобританию (1896), где учился до 1898 года. С конца 1897 года изучал русский язык под руководством П. Н. Ардашева, бывшего тогда на стажировке в Англии. Чакрабон был одним из первых сиамцев, выучивших русский язык. Летом 1898 года отправлен в Санкт-Петербург для обучения в Пажеском корпусе. Король Рама V Чулалонгкорн договорился об обучении сына в России во время своего визита в Петербург в 1897 году. Он советовал Николаю II не давать сыну поблажек и воспитывать как настоящего офицера. Окончил Пажеский корпус 10 (23) августа 1902 года лучшим учеником, выпущен в лейб-гвардии Гусарский Его Величества полк корнетом. 9 (22) сентября 1908 года получил чин полковника Российской императорской армии. Был награждён российским орденом Св. Владимира IV степени. По некоторым источникам, окончил Академию генштаба.
В России познакомился с Екатериной Десницкой и женился на ней (1907). В 1908 году у них родился сын Чула Чакрабон. По некоторым данным, перед браком с Десницкой, заключённым в Константинополе, Чакрабон крестился в православие, но впоследствии вернулся к буддизму.

После возвращения в Сиам назначен начальником Генерального штаба тайской армии. Внёс большой вклад в развитие авиации в стране, основал сиамские королевские ВВС.

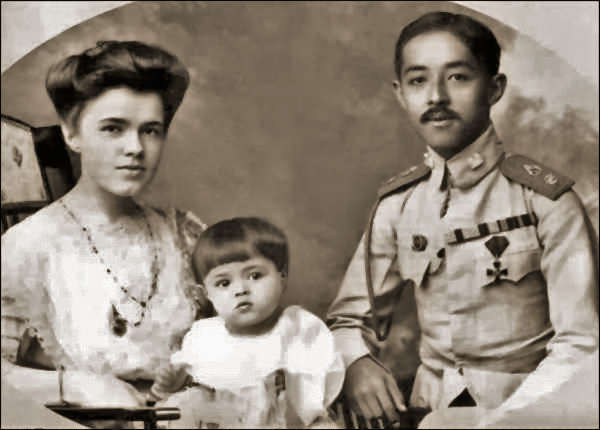
Чакрабон, Екатерина Десницкая и принц Чула

После смерти своего отца и вступления на престол бездетного старшего брата Вачиравуда (Рамы VI) Чакрабон стал наследным принцем (1910).
Представлял свою страну во время многих зарубежных визитов, в частности, присутствовал на коронации Георга V в июне 1911 года, по пути в Англию посетил Россию, совершив путешествие через Дальний Восток и Сибирь.
Умер в возрасте 37 лет от пневмонии.

## В искусстве
История любви принца Чакрабона и Екатерины Десницкой описана:
- в книге Паустовского «Далёкие годы» (1946);
- в романе Г. Востоковой «Нефритовый слонёнок» (1989);
- в книге их внучки, принцессы Таиланда Нарисы Чакрабон «Катя и принц Сиама». В 2011 году по этой книге в Екатеринбургском театре оперы и балета был поставлен одноимённый балет[4].

## Документалистика
- Документальный фильм. Сценарий: С. Алексеев. Режиссёр: Д. Марковцев. 2014 г (25 февраля 2014). Катя и принц. История одного вымысла.  39 мин. Россия-Культура. {{cite episode}}: |series= пропущен или пуст (справка); Внешняя ссылка в |credits= (справка)